# Porphyrospiza
Porphyrospiza és un gènere d'ocells de la família dels tràupids (Thraupidae).

## Taxonomia
Segons la Classificació del Congrés Ornitològic Internacional (versió 11.1, 2021) aquest gènere està format per tres espècies:
- Porphyrospiza caerulescens - frigil blau.
- Porphyrospiza alaudina - frigil becgroc.
- Porphyrospiza carbonaria - frigil carboner.